# پرلین (آلمان)
پرلین (به آلمانی: Perlin) یک شهر در آلمان است که در نوردوست‌مکلنبورگ واقع شده‌است. پرلین ۳۹۵ نفر جمعیت دارد.